# (10728) Vladimirfock
(10728) Vladimirfock est un astéroïde de la ceinture principale.

## Description
(10728) Vladimirfock est un astéroïde de la ceinture principale. Il fut découvert le 4 septembre 1987 à Naoutchnyï par Lioudmila Jouravliova. Il présente une orbite caractérisée par un demi-grand axe de 2,13 UA, une excentricité de 0,18 et une inclinaison de 3,0° par rapport à l'écliptique.

## Compléments